# Cladiella kashmani
Cladiella kashmani är en korallart som beskrevs av Benayahu och Schleyer 1996. Cladiella kashmani ingår i släktet Cladiella och familjen läderkoraller. Inga underarter finns listade i Catalogue of Life.